# Ostřice časná
Ostřice časná (Carex praecox, syn. Vignea praecox), neboli tuřice časná, je druh jednoděložné rostliny z čeledi šáchorovité (Cyperaceae).

## Popis
Jedná se o rostlinu dosahující výšky asi 5–40 cm. Je vytrvalá, netrsnatá, vytváří dlouhé plazivé oddenky, ze kterých vyrůstají jednotlivé lodyhy, je často trochu sivozelená. Listy jsou střídavé, přisedlé, s listovými pochvami. Lodyha je tupě trojhranná, v době květu delší než listy sterilních výhonů, v době květu i plodu tuhá a vzpřímená, nikoliv chabá a obloukem poléhavá jako ostřice třeslicovitá. Čepele listů jsou jen 1–2 mm široké, ploché, žlábkovité až svinuté. Pochvy dolních listů jsou světle hnědé. Ostřice časná patří mezi stejnoklasé ostřice, všechny klásky vypadají víceméně stejně a obsahují samčí i samičí květy. V dolní části klásku jsou samčí květy, v horní samičí. Celý lichoklas (klas klásků) je asi 1–2 cm dlouhý a obsahuje cca 3–6 klásků, které jsou většinou rovné, nezakřivené. Osinkatá rozšířená pleva u dolního klásku je přítomna (na rozdíl od ostřice třeslicovité). Okvětí chybí. V samčích květech jsou zpravidla 3 tyčinky. Čnělky jsou většinou 2. Plodem je mošnička, která je v obrysu vejčitě kopinatá až vejčitá, delší než plevy, červenohnědá, křídlatá v horních 2 třetinách a na rozdíl od ostřice křivoklasé i na zobánku, mošnička je asi 2,5–3 mm dlouhá, na vrcholu plynule zúžená v asi 1 mm dlouhý dvouzubý zobánek. Každá mošnička je podepřená plevou, která je za tmavě hnědá až tmavě rezavě hnědá, tmavší než ostřice křivoklasé i ostřice třeslicovité. Kvete nejčastěji v dubnu až v květnu. Počet chromozómů: 2n=58.

## Rozšíření
Ostřice časná roste ve větší části Evropy s teplejším či kontinentálním klimatem, chybí ve Skandinávii nebo tam byla jen výjimečně zavlečena. Na východ sahá její areál až do Asie.
V ČR roste hlavně v teplých oblastech od nížin po pahorkatiny. Výše obvykle chybí nebo se občas šíří podél sinic. Najdeme ji hlavně v různých suchých trávnících, na písčinách, na jižní Moravě pak i v sušších typech kontinentálních zaplavovaných luk sv. Cnidion venosi. Velmi hojný druh je to např. na Břeclavsku.

## Příbuzné druhy
V ČR rostou ještě 2 příbuzné druhy. Je to ostřice třeslicovitá (Carex brizoides), která se však od ostřice časné svým vzhledem dosti liší. Podobnější je ostřice křivoklasá (Carex curvata), některými autory považovaná za poddruh ostřice třeslicovité nebo ostřice časné (Carex brizoides subsp. intermedia, Vignea praecox subsp. intermedia). Tento druh v některých znacích stojí něco mezi oběma druhy a někteří botanici ho v minulosti (někdy i v současnosti) od obou příbuzných druhů neodlišovali nebo ho odlišovali špatně.

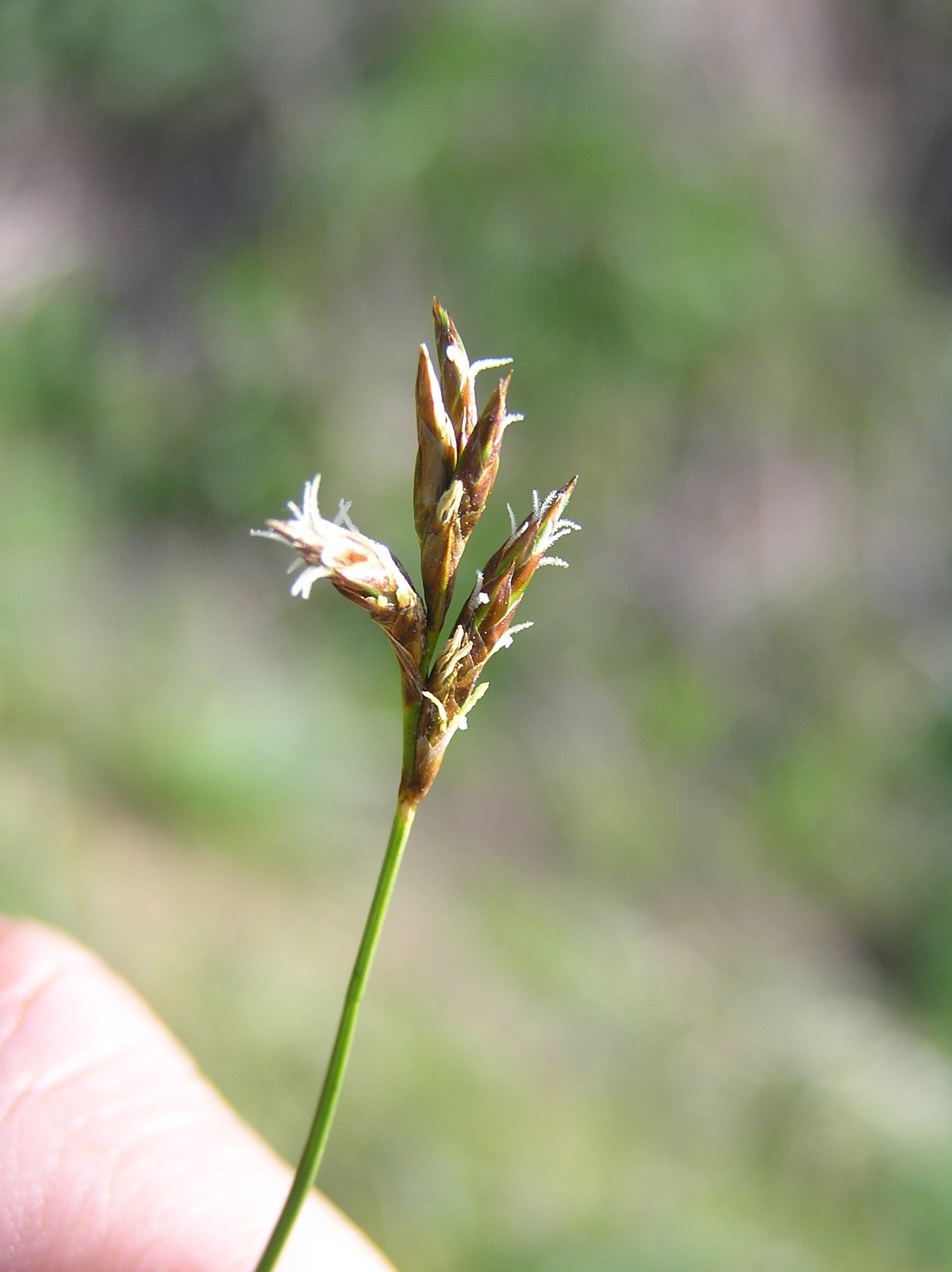
Ostřice časná